# Fritz Petersohn
Fritz Petersohn (* 1910; † nach 1953) war ein deutscher Politiker und Funktionär der DDR-Blockpartei DBD. Er war Landesvorsitzender der DBD Sachsen.

## Leben
Der Bauer Petersohn wurde nach 1945 Mitglied der Vereinigung der gegenseitigen Bauernhilfe und 1946 der SED. 1948 gründete er im Auftrag der SED die Demokratische Bauernpartei Deutschlands (DBD) im Kreis Großenhain und wurde deren erster Kreisvorsitzender. 1951 löste er Friedrich Martin als sächsischen Landesvorsitzenden der DBD ab. Nach Auflösung der Länder 1952 wurde er Bezirksvorsitzender der DBD Dresden. 1953 trat er von diesem Posten krankheitsbedingt zurück.
Von 1950 bis 1952 war Petersohn Mitglied des Sächsischen Landtags.